# Ци Дзя Уей
Ци Дзя Уей (на китайски: 祁家威, на пинин: Qí Jiā Wēi) е тайвански общественик.

## Биография
Роден е през 1958 г. Придобива известност през 1986 г., когато обявява публично хомосексуалността си и започва кампания за ограничаване на разпространението на синдрома на придобитата имунна недостатъчност, за което е обвинен от тоталитарния режим в участие в грабеж и прекарва половин година в затвора.
От същата година води поредица от съдебни дела за легализиране на еднополовия си брак, които завършват с успех през 2017 г., когато Конституционния съд признава ограничението на еднополовите бракове за противоконституционно и те са легализирани през 2019 г.
През 2020 г. Ци Дзя Уей е поставен в списъка на списание „Тайм“ на 100-те най-влиятелни личности в света за тази година.